# Vannareid
Vannareid est une localité du comté de Troms, en Norvège.

## Géographie
Administrativement, Vannareid fait partie de la kommune de Karlsøy.